# USA:s Grand Prix 1968
USA:s Grand Prix 1968 var det elfte av tolv lopp ingående i formel 1-VM 1968. 

## Resultat
1. Jackie Stewart, Tyrrell (Matra-Ford), 9 poäng
2. Graham Hill, Lotus-Ford, 6
3. John Surtees, Honda, 4
4. Dan Gurney, Eagle (McLaren-Ford), 3
5. Jo Siffert, R R C Walker (Lotus-Ford), 2
6. Bruce McLaren, McLaren-Ford, 1

### Förare som bröt loppet
- Piers Courage, Reg Parnell (BRM) (varv 93, bränslebrist)
- Denny Hulme, McLaren-Ford (92, olycka)
- Lucien Bianchi, Cooper-BRM (88, för få varv)
- Jack Brabham, Brabham-Repco (77, motor)
- Jochen Rindt, Brabham-Repco (73, motor)
- Vic Elford, Cooper-BRM (71, motor)
- Pedro Rodríguez, BRM (66, upphängning)
- Joakim Bonnier, Jo Bonnier (McLaren-BRM) (62, för få varv)
- Chris Amon, Ferrari (59, vattenpump)
- Jean-Pierre Beltoise, Matra (44, transmission)
- Bobby Unser, BRM (35, motor)
- Mario Andretti, Lotus-Ford (32, koppling)
- Derek Bell, Ferrari (14, motor)

### Förare som ej startade
- Jackie Oliver, Lotus-Ford (olycka)
- Henri Pescarolo, Matra (motor)